# Theridion trizonatum
Theridion trizonatum là một loài nhện trong họ Theridiidae.
Loài này thuộc chi Theridion. Theridion trizonatum được Lodovico di Caporiacco miêu tả năm 1949.